# Tiny Pretty Things
Tiny Pretty Things (en España: Delicadas y Crueles) es una serie de televisión estadounidense de drama basada en la novela del mismo nombre de Sona Charaipotra y Dhonielle Clayton, creado por Michael MacLennan. 
Se estrenó en Netflix el 14 de diciembre de 2020.

## Elenco

### Principal
- Brennan Clost como Shane McRae,[1] un bailarín abiertamente gay que sale en secreto con su compañero de cuarto.

- Barton Cowperthwaite como Oren Lennox,[2] un bailarín con un trastorno alimentario y el compañero de habitación de Shane con quien se acuesta en secreto, y es novio de Bette.

- Bayardo De Murguia como Ramon Costa,[3] uno de los mejores coreógrafos del mundo

- Damon J. Gillespie como Caleb Wick,[1] un bailarín que se acuesta en secreto con la directora de la Archer School of Ballet.

- Kylie Jefferson como Neveah Stroyer,[2] bailarina de Inglewood (California) que recibe una beca completa en la Archer School of Ballet después de que un estudiante cayera en coma.

- Casimere Jollette como Bette Whitlaw,[2] una bailarina que vive a la sombra de su hermana mayor, Delia, y es la novia de Oren.

- Anna Maiche como Cassie Shore,[2] quien sufre un accidente y cae en coma.

- Daniela Norman como June Park,[2] excompañera de cuarto de Cassie y compañera de cuarto de Neveah.

- Michael Hsu Rosen como Nabil Limyadi,[1] un bailarín musulmán, compañero de cuarto de Caleb y novio de Cassie.

- Tory Trowbridge como Delia Whitlaw,[4] hermana mayor de Bette, quien se graduó de la Archer School of Ballet.

- Jess Salgueiro como Isabel Cruz, una agente de policía del Departamento de Policía de Chicago que está investigando el caso de Cassie.

- Lauren Holly como Monique DuBois,[2] la directora de la Escuela de Ballet Archer en Chicago (Illinois) que sale en secreto con Caleb.

### Recurrente
- Alexandra Bokyun Chun como Maricel Park, la madre de June.

- Shaun Benson como Topher Brooks, el maestro de ballet en la Archer School of Ballet.

- Michelle Nolden como Katrina Whitlaw, madre de Bette y Delia, que forma parte del comité ejecutivo de Archer School of Ballet.

- Paula Boudreau como Selena Covey, secretaria de Monique.

- Jessica Greco como Torri Fuller, asesora residente de la Archer School of Ballet.

- Morgan Kelly como Alan Renfrew, director de medicina deportiva de la Archer School of Ballet y esposo de Topher.

- Clare Butler como Esmé Halterlein.

- Araya Mengesha como Tyler Stroyer, el hermano mayor de Neveah.

- Ashley Coulson como Gwen Resnik.

- Nicole Huff como Paige Aquino.

- Alex Eling como Matteo Marchetti, el interés amoroso de Bette.

- Daniel Kash como el sargento. Dan Lavery, jefe de Isabel en el Departamento de Policía de Chicago.

- Luke Humphrey como Travis Quinn.

- Josh Pyman como Dev Ranaweera, el interés amoroso de Shane.

### Invitado
- Emily Skubic como Lindy[5]

## Producción

### Desarrollo
El 6 de agosto de 2019, Netflix le dio a la producción de la serie un orden de 10 episodios. La serie fue creada por Michael MacLennan, productor ejecutivo junto a Kiliaen Van Rensselaer, Jordanna Fraiberg, Deborah Henderson, Gary Fleder, Gabrielle Neimand y Carrie Mudd. Felder también dirigió el primer episodio de la serie. Las compañías de producción involucradas en la serie estaban programadas para consistir en Insurrection Media y Peacock Alley Entertainment, Inc.La serie se estrenó el 14 de diciembre de 2020.

### Elenco
Tras el anuncio del pedido de la serie, Lauren Holly, Kylie Jefferson, Casimere Jollette, Daniela Norman, Brennan Clost, Michael Hsu Rosen, Damon J. Gillespie, Bayardo De Murguia, Barton Cowperthwaite, Tory Trowbridge y Jess Salgueiro fueron elegidos como habituales de la serie. El 20 de septiembre de 2019, Anna Maiche se unió al elenco principal. El 9 de diciembre de 2020, se informó que una bailarina de ballet profesional, Emily Skubic, debutará como invitada en la serie.

### Rodaje
El rodaje principal de la serie comenzó el 6 de agosto de 2019 y terminó el 3 de diciembre de 2019 en Toronto, Canadá.